# Tsukudani
Tsukudani (佃煮) est une méthode de cuisson et de conservation et par extension le plat qui en découle.

## Description
La méthode consiste à laisser mijoter longuement des aliments de petite taille dans un mélange de sauce soja et de sucre. Les ingrédients cuits proviennent souvent de la mer (petits poissons, algues ou encore fruits de mer (souvent des palourdes ou du konbu, parfois du wakame), mais peuvent être aussi des insectes dans les montagnes (même si la pratique de l'entomophagie est de nos jours plus ou moins tombée en désuétude). Au bouillon est parfois ajouté du mirin. De goût assez fort, il se marie bien avec le riz et peut entrer dans la composition des onigiri ou des ochazuke.

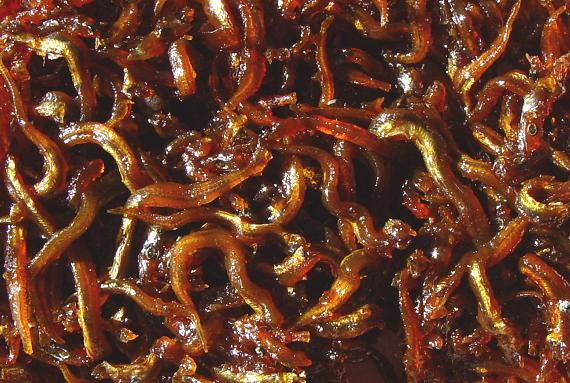
Ikanago (lançon, espèce Hypoptychus dybowskii) préparés en tsukudani.
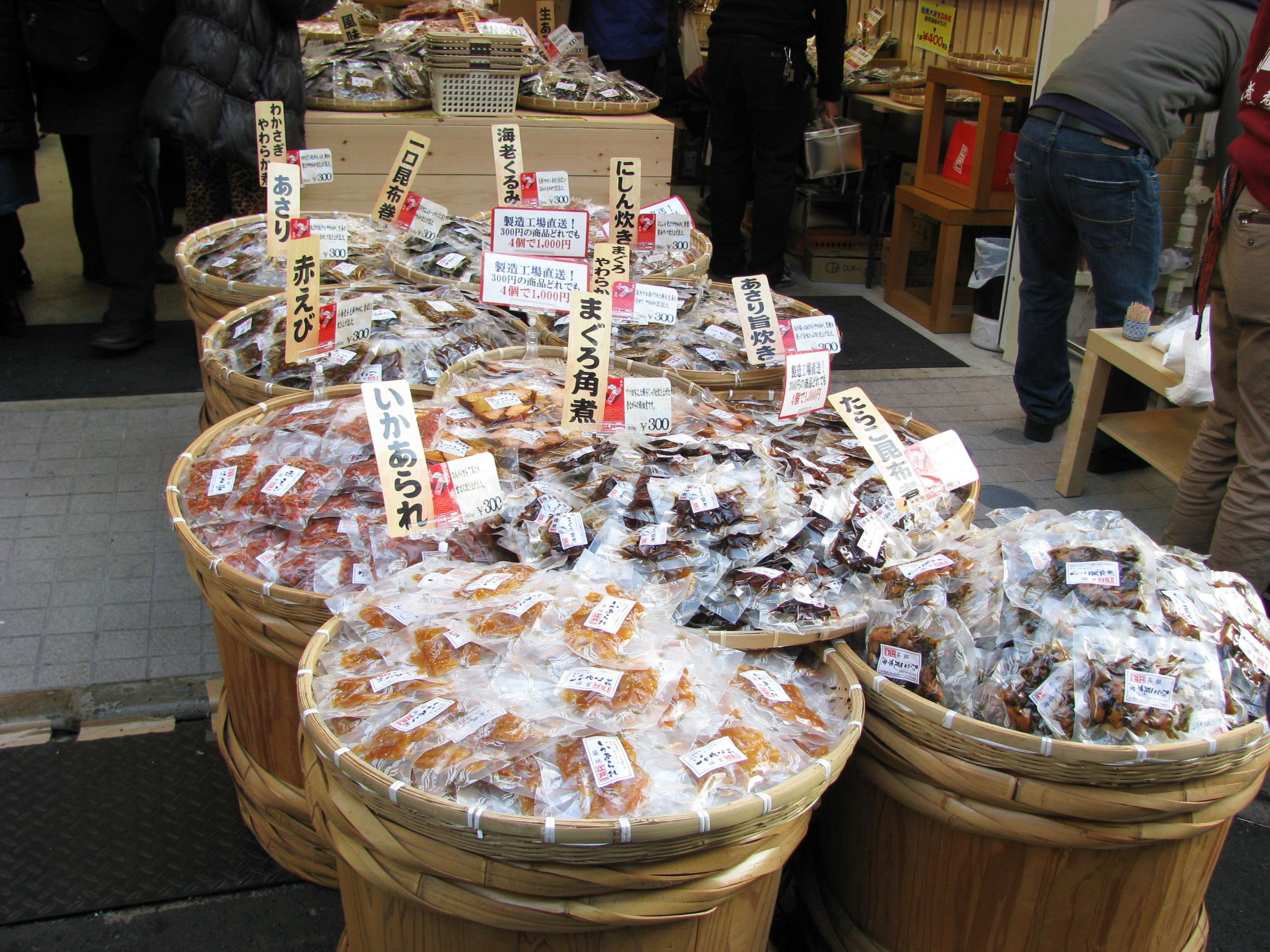
Tsukudani sur un étal de Tsukiji, Chūō.
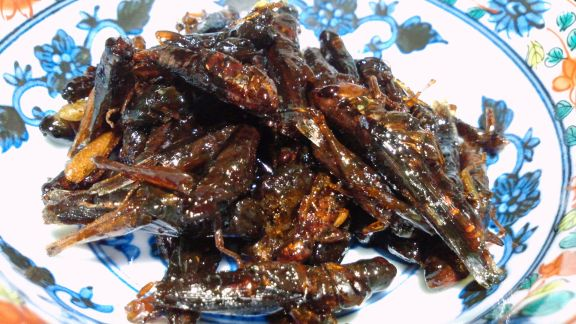
Locuste bouilli dans de la sauce soja et du sucre (inago no tsukudani).

## Origine et évolution
Cette méthode de cuisson date de la période Edo, où elle servait de méthode de conservation des produits de la mer ; les aliments conservés ainsi donnaient un complément d'alimentation dans les îles ou villages quand les conditions n'étaient pas réunies pour pouvoir se procurer des aliments frais.
De nos jours, des conservateurs sont souvent ajoutés, et les tsukudani sont conservés au frais. C'est une spécialité tokyoïte, et plus précisément de l'arrondissement de Chūō, son nom provenant d'une ancienne île aujourd'hui rattachée au continent, Tsukudajima. De nos jours, l'île de Shōdoshima produit en masse des tsukudani.